# Irmã Ana Paula
Ana Paula Neves Ramalho CMES, mais conhecida como Irmã Ana Paula (Ponto Belo, 15 de novembro de 1984), é uma freira carmelita, cantora, compositora, teóloga, pregadora e escritora brasileira.

## Biografia e carreira
Nascida em um lar católico, recebeu incentivo da família e aos 13 anos, aprendeu tocar violão e aprimorar o canto na Igreja, aonde deu início a um trabalho pastoral na paróquia Sagrado Coração de Jesus, qual frequentava.
Aos 19 anos, ingressou no Instituto das Irmãs Carmelitas Mensageiras do Espírito Santo (CMES) e deu continuidade a seus trabalhos dedicados à música e evangelização.
Compôs 70 músicas, sendo 50 delas gravadas, a sua composição mais conhecida é "Sopra em Nós" gravada pelo Padre Marcelo Rossi.
Em 2020 foi uma das indicadas ao Prêmio Troféu Louvemos ao Senhor na categoria (Melhor Intérprete Feminina).

## Discografia
| Ano  | Detalhes do Album                                         | Lista de Faixas |
| ---- | --------------------------------------------------------- | --- |
| 2018 | Há um Trono - Gravadora: GBA Music - Formatos: CD         | 1. Aleluia 2. Avivamento 3. Meu Redentor 4. Sopra em nós 5. Tarde te Amei - Part. Davidson Silva 6. Mãe do Verbo 7. És o meu socorro - Part. Irmã Carla e CMES 8. Há um Trono 9. Eu Navegarei 10. Ministração Fica - Part. Padre Roger Luís. 11. Fica - Part. Padre Roger Luís. 12. Minha Esperança - Part. Adriana Arydes 13. Maranatha |
| 2022 | Presença (Acústico) - Gravadora: GBA Music - Formatos: CD | 1. Presença 2. Amor Incondicional 3. Eu vou combater 4. Sopra em Nós 5. Somos do Céu 6. Avante 7. Morreste por Mim 8. Maravilhoso Rei 9. Estou Aqui |
| 2024 | Deserto - Gravadora: CMES - Formatos: CD                  | 1. Deserto 2. Amigo 3. Basta Amar 4. Só Nele 5. Meu Dono 6. Além do Abandono 7. Meu Pouco 8. Aceita Meu Nada 9. Coração Transpassado |

## Singles
- 2017: Sopra em Nós.
- 2021: Teu Grito. Part. Adriana Arydes, Ana Gabriela, Ana Lúcia, Bruno Faglioni, Eliana Ribeiro, Dunga, Frei Gilson, Mauro Henrique, Michael Castro, Thiago Brado, Walmir Alencar e Padre Adriano Zandoná.
- 2023: Tu Grito. Part. Kairy Marquez, Ítala Rodríguez, Celines, Olivia Ferreira, Rogério Pereira, Emanuel Stênio, Katia del Cid, Pablo Martínez, Veronica Sanfilippo e Tony Allysson.
- 2023: Ele voltará. Part. Missionário Shalom.

## Colaborações
- 2019: O Mesmo Pão - Gil Monteiro
- 2020: A Minha Alma Tem Sede de Deus - Ana Lúcia
- 2022: Sara Esta Nação - Adriana Arydes, Emanuel Stênio, Aline Brasil, Tony Allysson e CMES.
- 2023: Há Pressa no Ar (Música para as celebrações da JMJ 2023) - Missionário Shalom, Diego Fernandes, Amor e Adoração, Ana Gabriela, Yuri Costa, Thiago Brado, Ziza Fernandes, Bruno Faglioni, Davidson Silva.